# فصل پنجم (آلبوم)
 «فصل پنجم» آلبومی از اسکوتر است که در سال ۲۰۱۴ میلادی منتشر شد.